# Zethus brasiliensis
Zethus brasiliensis är en stekelart som beskrevs av Henri Saussure. Zethus brasiliensis ingår i släktet Zethus och familjen Eumenidae.

## Underarter
Arten delas in i följande underarter:
- Z. b. fuscatus
- Z. b. panamensis